# SN 1006
SN 1006 là hiện tượng thiên văn có độ sáng cao nhất từng được biết đến trong lịch sử. Nó xuất hiện lần đầu tại chòm sao Sài Lang ngày 30 tháng 4 và 1 tháng 5 năm 1006, được miêu tả như là "sao mới" khi nó được quan sát tại Trung Quốc, Ai Cập, Iraq, Thụy Sĩ, và Nhật Bản.

## Ghi chép lịch sử
Các ghi chép của nhà chiêm tinh học Ai Cập Ali ibn Ridwan, viết kèm theo quyển Tetrabiblos của Ptolemy, đã cho thấy các miêu tả chi tiết nhất về siêu tân tinh này. Theo ghi chép này, vật thể có kích thước khoảng 2,5 đến 3 lần Sao Kim, có độ sáng bằng 1/4 Mặt Trăng, và, giống như nhiều ghi chép khác, nằm gần đường chân trời phía nam. Các thầy tu dòng Benedictine ở tu viện St.Gall (Thụy Sĩ), những người đã chứng thực cho các quan sát của bin Ridwan về độ sáng và vị trí của siêu tân tinh, đã viết bổ sung thêm là "vật thể này thỉnh thoảng co lại, thỉnh thoảng tỏa ra và mờ đi, thỉnh thoảng biến mất." Nhận xét cuối thường được dùng để kết luận siêu tân tinh này thuộc loại Ia. Nhiều nguồn cho rằng thiên thể này sáng đến mức trở thành một nguồn sáng cho buổi tối; và có thể được quan sát vào ban ngày tại nhiều nơi. Nhà thiên văn hiện đại Frank Winkler còn viết "vào mùa xuân 1006, mọi người có thể đọc sách vào giữa đêm nhờ thiên thể này."
Có vẻ như có 2 giai đoạn trong quan sát về vật thể này, một giai đoạn kéo dài 3 tháng là thời kỳ sáng nhất của thiên thể, sau đó nó mờ nhạt, rồi lại sáng trở lại trong khoảng 8 tháng. Vào thời đó, đa số nhà chiêm tinh cho đó là điềm báo của chiến tranh hay mất mùa; tuy nhiên nhà chiêm tinh Trung Hoa Chou K'o-ming giải nghĩa cho hoàng đế rằng đây là một sao mang đến điềm lành.

## Những gì còn quan sát được ngày nay
Những gì còn lại của siêu tân tinh mà ta thấy ngày nay là một tinh vân hình vỏ cầu bị méo mờ nhạt, được khám phá lại nhờ thiên văn học radio. Năm 1965, Douglas K. Milne và F. F. Gardner tìm thấy một vỏ cầu đang nở có kích thước 30 arcsec trong vùng phổ radio gần Beta Lupi, và năm 1976, hình ảnh tia X và quang học được quan sát. Các số liệu đo được hiện nay cho thấy siêu tân tinh cách chúng ta 2.2 kilôparsec, có đường kính khoảng 20 parsec, nở ra với tốc độ 2.800 km/s. Nó được đặt tên PKS 1459-41 trong mọi vùng phổ quan sát. Tuy nhiên, pulsar hay hố đen vẫn chưa được tìm thấy tại tâm của siêu tân tinh này.